# Лекуан, Луи
Луи́ Лекуа́н (фр. Louis Lecoin; 30 сентября 1888, Сент-Аман-Монтрон департамент Шер — 21 июня 1971) — французский общественный деятель, анархист и пацифист.

## Ранние годы
Родился 30 сентября 1888 года в очень бедной крестьянской семье. Его родители были неграмотны, и Луи своим образованием занимался самостоятельно. В 1905 году переехал в Париж. Работал разнорабочим, садовником, корректором.
В 1910 году был призван в армию и получил вместе со всеми первое задание — разогнать забастовку железнодорожных рабочих. Лекуан отказался, за что получил 6 месяцев тюрьмы. Демобилизовавшись в 1912 году, он вскоре присоединился к движению анархистов и стал активным антимилитаристом.

## Две мировые войны
Во время Первой мировой войны, 18 декабря 1917 года он был приговорен к 5 годам военной тюрьмы за выступления против обязательной военной службы и призыв к дезертирству из армии. После освобождения он был вскоре вновь арестован и осужден — на этот раз за отказ от призыва в армию. Вышел он на свободу только в 1920 г.
Заметки Лекуана повествуют о его опыте пацифиста, находившегося в заключении во время Первой мировой войны и вышедшего на свободу через два года после её завершения, и носят фактографический характер. Этот текст рассказывает о происшедшем, но весьма мало раскрывает личность человека, пережившего описываемые события. Это повествование ясно свидетельствует о том, что условия содержания во французской военной тюрьме этого периода были намного хуже, чем в аналогичных учреждениях Великобритании и Соединенных Штатов.
Луи Лекуан участвовал в двух кампаниях международного значения.
Он выступал в поддержку Н. Сакко и Б. Ванцетти, казненных в США 23 августа 1927. Позже, переодевшись американским солдатом, он пришёл на встречу солдат из Американского легиона и во время выступления три раза прокричал «Виват Сакко и Ванцетти!», за что и был арестован. В 1930-х годах он взялся защищать трех бойцов из отряда Буэнавентуры Дурутти, проживавших во Франции, которых обвиняли в подготовке к нападению на короля Испании Альфонсо XIII, собиравшегося посетить Францию. Эти три человека так никогда и не были выданы властям.
В преддверии Второй мировой войны Лекуан вновь попал в заключение из-за публикации антимилитаристского памфлета, зато остался невредим в годы войны.

## Борьба за закон о сознательном отказе от службы в армии
С 1958 года Луи Лекуан совместно с Альбером Камю, аббатом Пьерром и другими общественными деятелями начал длительную и, в конечном итоге, успешную кампанию за предоставление всем истинным и убежденным пацифистам права отказаться от военной службы. Им были учреждены организации «Помощь сознательным отказникам», «Центр защиты отказников» и журнал «Либерте».
Следует отметить, что в этот период он горячо отстаивал права Свидетелей Иеговы на освобождение от военной службы, несмотря на своё несогласие с их религиозными взглядами и вопреки позиции лидеров этой организации, отрицательно относившихся к его собственной светской кампании в защиту прав пацифистов.
1 июня 1961 французское правительство дало обещание издать закон об альтернативной службе, но не спешило его исполнить. В поддержку этого закона Луи Лекуан начал голодовку, несмотря на то, что ему было уже 73 года. Сначала голодовка была встречена полнейшим равнодушием со стороны властей, но после того, как Лекуана поддержала пресса, его насильно госпитализировали. На 21-й день премьер-министр Жорж Помпиду прислал ему обещание, что законопроект будет представлен в парламент. В августе 1963 года, после того как парламент отклонил уже пятый вариант закона о сознательном отказе от службы в армии, Лекуан стал угрожать возобновить голодовку. Правительство уступило, и 23 декабря 1963 года закон был провозглашен. Все, отбывающие наказание за отказ от службы в армии (около 200 человек), были освобождены.

## Оценка деятельности Лекуана
В 1964 году Луи Лекуан выдвигался на Нобелевскую премию мира, но он потребовал, чтобы те, кто его выдвигали, отказались от своих намерений, для того чтобы у Мартина Лютера Кинга было больше шансов получить эту премию.
В целом Лекуан был человеком последовательным в приверженности своим моральным принципам. Его религией были антимилитаризм и общечеловеческое братство, и свою жизнь он посвятил отстаиванию этих убеждений. Первоначально он не отвергал всех форм насилия, однако в конечном счёте стал бескомпромиссным сторонником ненасилия.
Лишь немногие пацифисты, за исключением толстовцев в сталинской России и противников войны в гитлеровской Германии, отдавших свою жизнь во имя своих принципов, сделали столь много для пацифистского движения, как Луи Лекуан.
Всего за своё решительное сопротивление милитаризму и войне он был вынужден провести в заключении, начиная с 1910 года, двенадцать лет. Зарабатывая на жизнь трудом печатника, корректора или строительного рабочего, Лекуан оставался активным антимилитаристом вплоть до своей смерти 21 июня 1971 года.
Некролог на смерть Луи Лекуана был опубликован в одной из наиболее влиятельных американских газет The New York Times 24 июня 1971. На похороны пришло более тысячи человек, присутствовали известные личности, в том числе, Ив Монтан. Тело кремировано и покоится на кладбище Пер-Лашез.